# Barranco del Tintín
El barranco del Tintín nace en la ladera del Collado de la Gitana, entre el alto de Miguelejos y dicho collado (el cual es prolongación del Calar de Güéjar), en Güéjar Sierra, provincia de Granada  (España), a 1910 m.s.n.m.
Es uno de los principales afluentes del Río Aguas Blancas, y se nutre de varios nacimientos de aguas cristalinas a lo largo de su recorrido. Gracias a este río, varias granjas y cortijos de la zona se pueden abastecer de agua limpia.

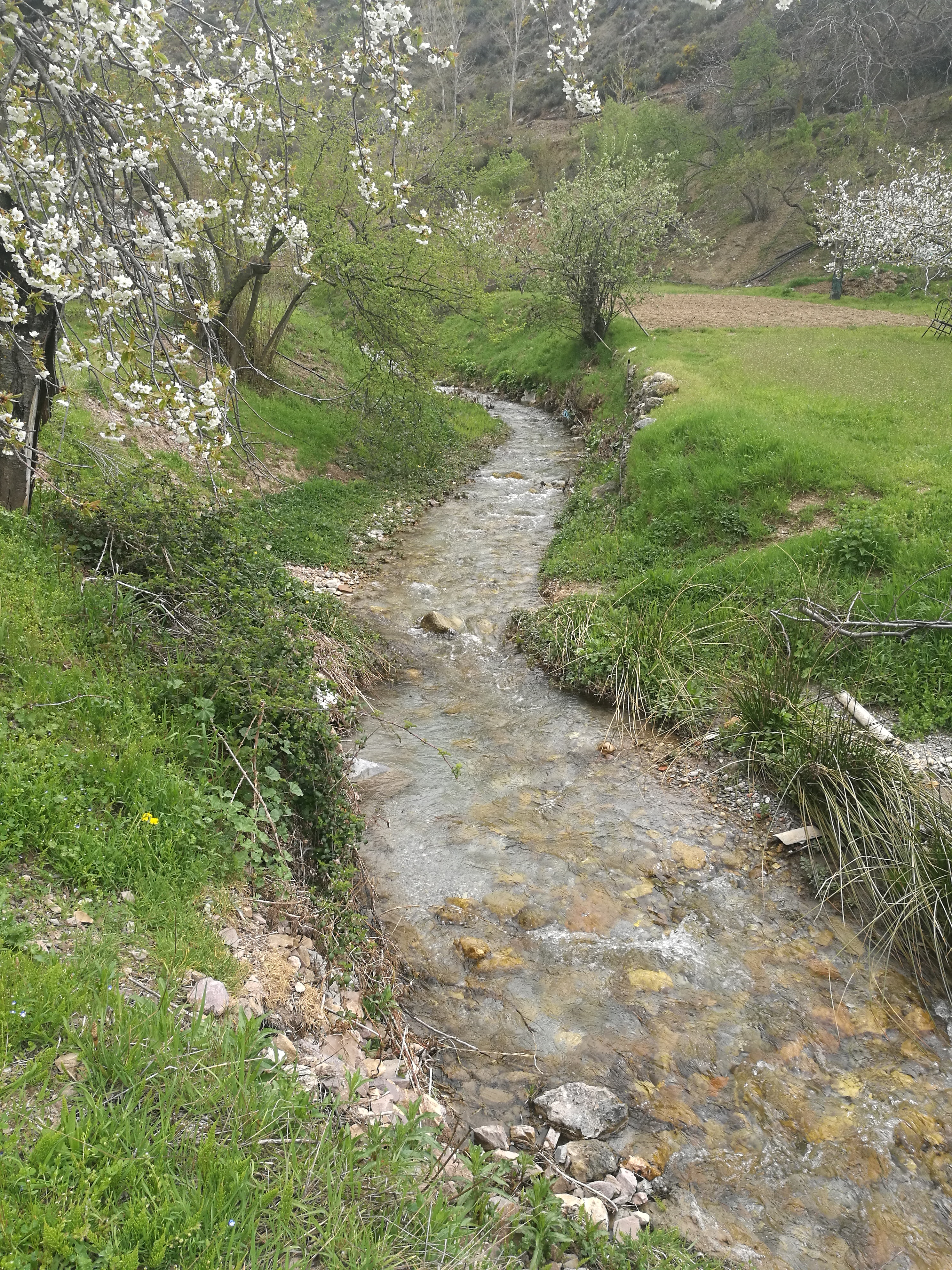
Imagen del río a su paso por el cortijo tobalo

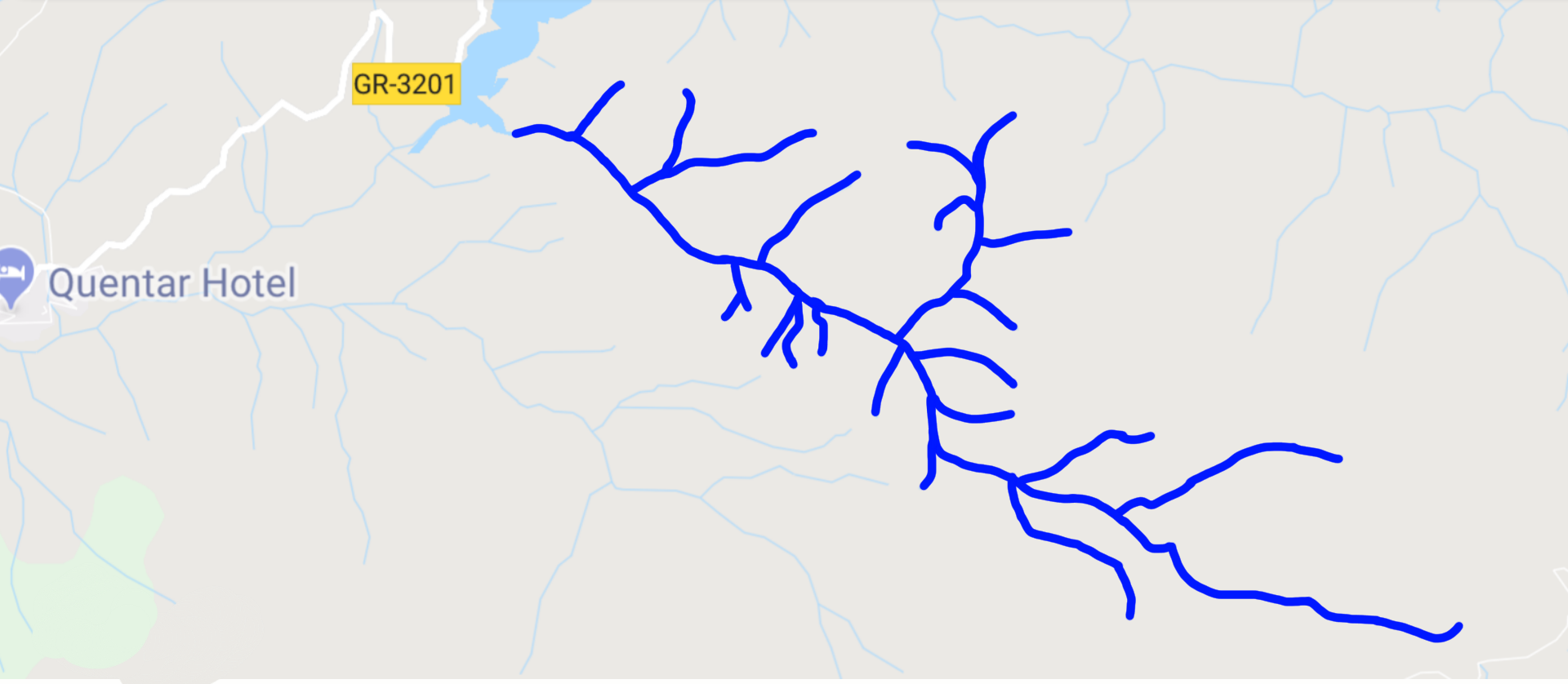
Río Tintín

- Datos: Q52696427